# إبراهيم خير الله بك بير زاده
إبراهيم خير الله بك بير زاده (بالتركية: Pirizade İbrahim Hayrullah Bey)‏‏ (ولدَ في 1859، إسطنبول - توفي في 1934) هو سياسي عثماني، تولى منصب والي سالونيك.

## مناصبه
تولى المناصب التالية:
- والي سالونيك (1909–1912)
- ناظر الأوقاف الهمايونية  [لغات أخرى]‏ (1916–1917)
- ناظر العدلية  [لغات أخرى]‏ (1913–1915)